# Walter Fust
Walter August Fust (* 17. Juli 1941; † 4. Februar 2025) war ein Schweizer Unternehmer. Er baute die Firma Dipl. Ing. Fust AG zu einem bedeutenden Handelsunternehmen aus.

## Leben
Walter Fust wuchs in Gossau SG und Niederuzwil auf. Seine Eltern waren August Fust und Hedwig Fust-Buchegger. Die Primar- und Sekundarschule besuchte er in Niederuzwil und in Uzwil. Anschliessend absolvierte er die Oberrealschule an der Kantonsschule am Burggraben in St. Gallen mit Maturitätsabschluss als Bester seiner Klasse im Jahr 1960. Es folgte das Studium als Maschinenbauingenieur an der ETH Zürich, welches er 1964 abschloss.
Sein Vater August Fust hatte sich 1958 selbständig gemacht, um mit Haushaltsgeräten zu handeln. Dazu gründete er in Oberbüren die Firma August Fust AG. Sein Sohn Walter begann schon während der Gymnasialzeit mit dem Handel von Kleinmotorrädern. Bald danach kaufte und verkaufte er nach relativ kurzer Zeit seine eigenen Autos jeweils mit Gewinn. So bewies er frühzeitig sein Geschick im Handel von Fahrzeugen, was auch technisches Verständnis erforderte. Während seines Studiums an der ETH stieg er in den Versandhandel von Elektrokleinbacköfen ein, sammelte Erfahrung im Marketing und sicherte sich damit eine gute Einnahmequelle. Zeitweise arbeitete er in der Firma seines Vaters und erschloss für sie neue Absatzgebiete.
Nachdem er sich nach dem Studienabschluss mit seinem Vater nicht über die Modalitäten zum Einstieg in die Firma August Fust AG hatte einigen können, plante er, seine eigene Firma aufzubauen. Die Firma Dipl. Ing. Fust AG startete 1966 in Bern mit dem Handel von Waschautomaten und Kühl-/Gefriergeräten. Es lief besser als erwartet, sodass sein Vater ihm Ende 1969 anbot, dessen Firma in der Ostschweiz zu übernehmen. Sohn Walter übernahm die Firma zusammen mit seinem Schwager und leitenden  Mitarbeiter Albert Hauser und gliederte seine eigene Firma dort ein. Bis zum Tode von Hauser im Jahr 1973 gehörte ihnen die fusionierte Firma. Die Anteile von Hauser gingen an seine Ehefrau Ursula, die älteste Schwester von Fust. Fortan gehörte die Firma den beiden Geschwistern gemeinsam.
Das Unternehmen wuchs rasch und eröffnete Filialen in der ganzen Schweiz. Das Sortiment wurde auf Kücheneinrichtungen ausgedehnt. Die Firma wurde in der Schweiz im Elektro-Haushaltapparatehandel und im Küchenbau führend. Später kam auch Unterhaltungselektronik dazu, eine allgemein anerkannte Leistung von Walter Fust als Unternehmer. Weil er an den Firmenstandorten in der Regel die Gewerbeliegenschaften erwarb, wurde er auch zu einem bedeutenden Immobilienbesitzer. 1987 erfolgte der Börsengang seiner Firma.
1994 verkaufte er zusammen mit seiner Schwester Ursula 34 Prozent der Aktien und 50 Prozent der Stimmrechte der Firma an die Jelmoli Holding AG. Bereits 1996 wurde jedoch umgekehrt Fust Mehrheitsaktionär der Jelmoli-Warenhauskette und deren Verwaltungsratspräsident. In dieser Funktion strukturierte er die Warenhausgruppe um. Ausser dem Stammhaus nahe der Bahnhofstrasse in Zürich wurden alle Filialen verkauft, deren Immobilien jedoch behalten. Später trennte sich Fust sukzessive von diesen Beteiligungen. Die von Fust aufgebaute Dipl. Ing. Fust AG ging 2007 an Coop. Mit den Erlösen engagierte er sich vermehrt in der Schweizer Maschinenindustrie. So wurde er Mehrheitsaktionär der börsennotierten Starrag-Heckert-Gruppe mit Sitz in Rorschacherberg nahe St. Gallen. Bei Starrag war er schon seit 1988 Verwaltungsrat. Starrag übernahm 2005 die kränkelnde Firma SIP (Société genevoise d’instruments de physique) in Genf, bekannt für physikalische Messinstrumente und Lehrenbohrwerke. Die Integration gelang. Später jedoch geriet die Starrag-Heckert-Gruppe in Schwierigkeiten. Fust übernahm deswegen 2019 die Leitung der Firma.
Fust hielt auch eine Beteiligung an der Werkzeugmaschinenfabrik Tornos Holding im Berner Jura. Am 8. Dezember 2023 erfolgte die Fusion mit der Starrag-Gruppe zur Starrag Tornos Group AG mit Sitz in Rorschacherberg, an welcher Fust einen Aktienanteil von 52,11 Prozent hielt. Die Familie Fust will nach dem Tod von Walter Fust diese Firma weiterhin als Mehrheitsaktionär halten.
Zur Hochschule ETH Zürich, deren Berufstitel als Diplomingenieur zum Markenzeichen seiner Firma geworden ist, hielt er weiterhin als Gönner der ETH Foundation gute Beziehungen. Am ETH-Tag 2024 wurde Fust zum Ehrenrat der ETH Zürich ernannt.
Das Wirtschaftsmagazin Bilanz schätzte sein Vermögen 2024 auf 1 bis 1,5 Milliarden Franken. Fust lebte in einer Partnerschaft und hatte zwei Söhne und eine Tochter. Er starb im Februar 2025 nach kurzer Krankheit im Alter von 83 Jahren.